# Parachute (Film)
Parachute ist ein romantisches Filmdrama von Brittany Snow. Der Film mit Courtney Eaton und Thomas Mann in den Hauptrollen ist das Regiedebüt der Schauspielerin und feierte im März 2023 beim South by Southwest Film Festival seine Premiere. Der US-Kinostart erfolgte Anfang April 2024.

## Handlung
Wegen einer Essstörung, einer gestörten Selbstwahrnehmung ihres Körpers und einer extremen Fixierung auf ihren Ex-Freund wurde Riley in einer Psychiatrischen Einrichtung behandelt. Ihre Therapeutin Dr. Akerman hat ihr bei ihrer Entlassung den dringenden Rat gegeben, sich mindestens ein Jahr lang mit keinem Mann zu verabreden. In ihrer ersten Nacht in Freiheit geht Riley mit ihrer besten Freundin Casey auf eine Party. Hier lernt sie Ethan kennen, der ebenfalls gerade entlassen wurde, allerdings aus dem Gefängnis, wo er wegen eines geringfügigen Vergehens im betrunkenen Zustand eine kurze Haft verbüßste. Riley und Ethan fühlen sich sofort voneinander angezogen, und sie verabreden sich, entgegen Dr. Akermans Rat, zum Abendessen.

## Produktion

### Regie und Drehbuch
Parachute ist das Regiedebüt der Schauspielerin Brittany Snow. Bekannt wurde sie durch die Rolle der übergewichtigen Amber Von Tussle in Adam Shankmans Hairspray von 2007. Zuletzt war Snow in Filmen wie X, Christmas with the Campbells und The Good Half zu sehen. Das Drehbuch für Parachute schrieb sie gemeinsam mit Becca Gleason.

### Besetzung und Filmmusik
Courtney Eaton, bekannt vor allem durch ihre Nebenrollen in den Filmen Mad Max: Fury Road und Gods of Egypt, spielt Riley. Thomas Mann spielt Ethan, den sie kennenlernt, kurz nachdem sie aus der Reha entlassen wird. Joel McHale spielt Ethans alkoholkranken Vater Jamie und Jennifer Westfeldt seine Mutter. Gina Rodriguez spielt Rileys Therapeutin Dr. Akerman und Francesca Reale ihre beste Freundin Casey. Dave Bautista spielt in einem Cameo-Auftritt Bryce, Rileys Boss. Das Casting übernahm Joey Montenarello.
Die Filmmusik komponierte der Schauspieler, Singer-Songwriter und auch Filmkomponist Keegan DeWitt, der in der Vergangenheit für Filme wie Morris aus Amerika und Little Fish von Chad Hartigan,  Tage wie diese von Luke Snellin, Herzen schlagen laut und All die verdammt perfekten Tage von Brett Haley und Love Again von James C. Strouse tätig war.

### Veröffentlichung
Die Premiere des Films erfolgte am 11. März 2023 beim South by Southwest Film Festival. Ab Ende April 2023 wurde Parachute beim Dallas International Film Festival gezeigt. Im November 2023 wurde er beim Raindance Film Festival und beim Denver Film Festival vorgestellt. Ende Februar, Anfang März 2024 erfolgten Vorstellungen beim Mammoth Film Festival. Am 5. April 2024 kam der Film in ausgewählte US-Kinos.

## Rezeption

### Kritiken
Von den bei Rotten Tomatoes aufgeführten Kritiken sind 81 Prozent positiv.
Jessica Kiang von Variety schreibt in ihrer Kritik, Parachute sei unverkennbar von Brittany Snows eigener, schmerzhafter Erfahrung geprägt. Allerdings lasse sie die Figuren früher die Reißleine ziehen und zu einer sanfteren Landung hinabgleiten, als es ihr selbst vergönnt war.

### Auszeichnungen

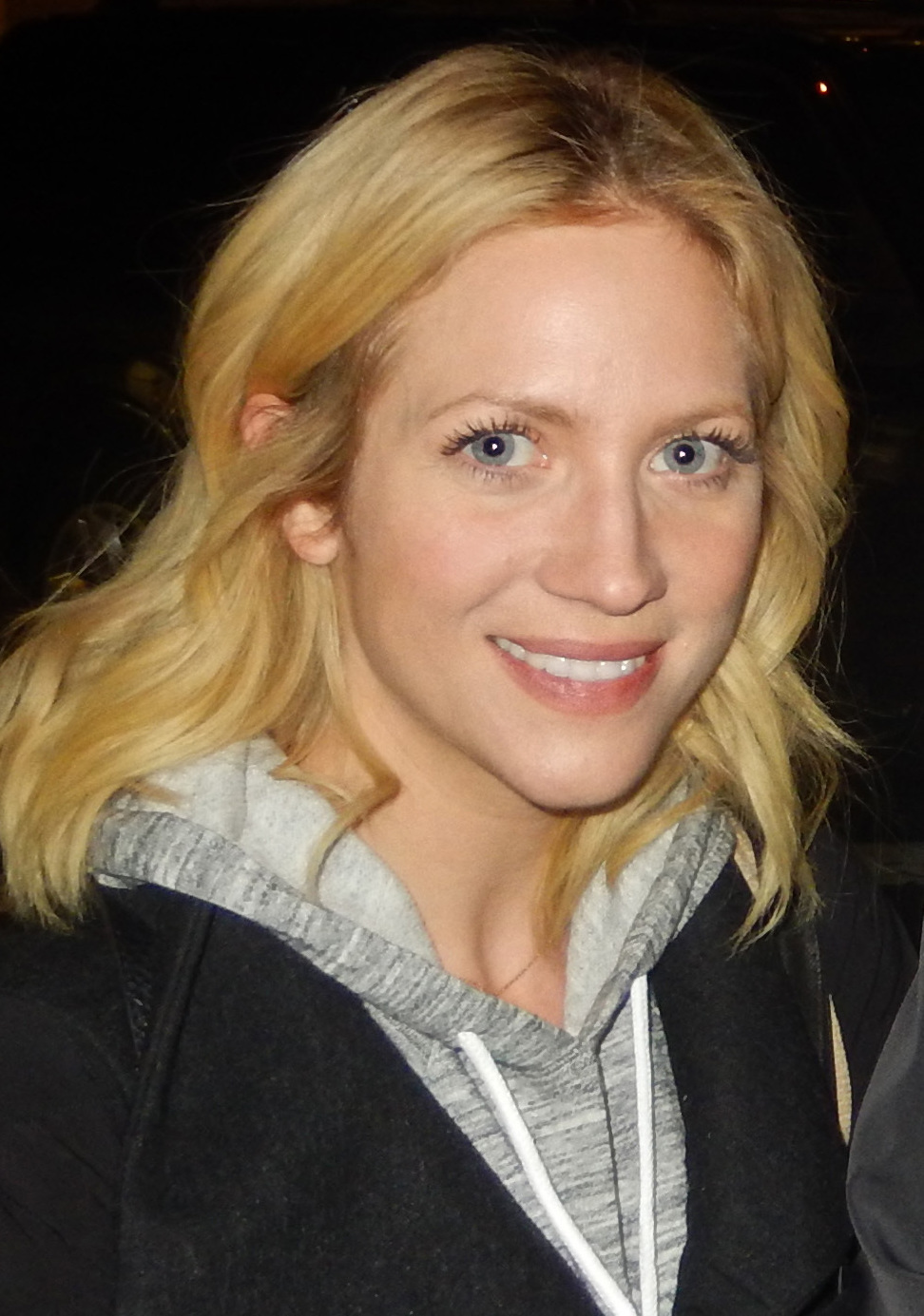
Regisseurin Brittany Snow

Cleveland International Film Festival 2024
- Nominierung im American Independents Competition[8]

Denver International Film Festival 2023
- Nominierung als Bester Spielfilm für den American Independent Award (Brittany Snow)

Raindance Film Festival 2023
- Nominierung als Bester Debütfilm für den Discovery Award (Brittany Snow)[9]

South by Southwest Film Festival 2023
- Nominierung für den Grand Jury Award – Narrative Feature (Brittany Snow)
- Auszeichnung mit dem Special Jury Award for Performance – Narrative Feature (Courtney Eaton)
- Auszeichnung mit dem Thunderbird Rising Special Award (Brittany Snow)[10]